# Adrian von Mynsicht
Pour les articles homonymes, voir Mynsicht.
Adrian von Mynsicht, né en 1603 et mort en 1638, est un alchimiste allemand.

## Biographie
Adrian von Mynsicht est surtout connu pour son travail allégorique Aureum Saeculum Redivivum, publié sous le pseudonyme Henricus Madathanus, usuellement daté de 1621-1622.